# Sellye
Sellye (németül: Schelle, horvátul: Šeljin, régi magyar nevén: Sölle és Sejje) város Baranya vármegyében, a Sellyei járásban. Az ország egyik legdélebbi fekvésű tájegységének, az Ormánság központja és legnagyobb lélekszámú települése, nevezik az Ormánság fővárosának is.

## Fekvése
Szigetvártól mintegy 20-25 kilométerre délre, a Dráva-síkon, az Ormánságban helyezkedik el. A tájegység központjának tekinthető. 1997 óta bír városi ranggal.
A szomszédos települések: észak felől Kákics, kelet felől Csányoszró, délkelet felől Zaláta, dél felől Sósvertike, délnyugat felől Drávaiványi, nyugati irányból pedig Bogdása.

### Megközelítése
Keleti és nyugati irányból az 5804-es, észak felől pedig az 5806-os úton közelíthető meg. Drávaiványival az 5821-es út, Sósvertikével pedig az 58 152-es számú mellékút köti össze.
Régebben elérhető volt vasúton a Szentlőrinc–Sellye-vasútvonalon és a Középrigóc–Villány-vasútvonalon is, de utóbbin már hosszú ideje szünetel a személyforgalom. Sellye vasútállomás a belterület keleti részén helyezkedik el, nem messze az 5804-es út vasúti keresztezésétől, közúti elérését az abból kiágazó 58 318-as számú mellékút teszi lehetővé.

## Története
Első ma ismert említése 1292-ben Sylle (e. Sőlle) néven történt. A pápai tizedszedők 1333-1335-ig tartó lajstromában szerepel a sellyei plébánia Dezső nevű papja, aki négy alkalommal szedett tizedet, azaz már önálló katolikus plébánia működött Sellyén. Az 1300-as években épült palánkvárral védték, amelyet 1532-ben az oszmánok felgyújtottak és elfoglaltak, az ellenállás letörése végett. Ekkor ölték meg az utolsó ferences szerzetest is a helyi rendházban, és ettől az évtől egészen 1721-ig nem volt katolikus papja Sellyének.
1526 után Siklóst egyre erősebben fenyegette a török. A következő 15 évben négyszer vonult át a vármegyén az oszmán sereg. 1532. július 17-én Kőszeg felé haladva elfoglalták „Arsán és Siklós várát, továbbá Szercsianos (Szerecsen János) nevű bánnak várát is. Beren (Perényi) Péter nevű bánt viszont elfogták, és fogságba vetették.” Két nappal később „Kápolna várát Selje vára mellett”. Ekkoriban nem tartották meg a várakat, csak behódoltatták őket, és nem hagytak helyőrséget. 1537. január 7-én Matassy György kanizsai várnagy jelentette Nádasdy Tamásnak, hogy a törökök 250 paraszttal átkeltek a Dráván, és Siklós valamint Sellye környékén pusztítottak. 1540-ben ismét betörtek a vármegyébe a törökök és a Dráva mentén pusztítottak.
1689-ben szabadult fel a török alól. Mezővárosi rangot először 1781-ben kapott II. Józseftől, ezt majdnem egy évszázadig, 1872-ig sikerült megőriznie.
Sellye a 18-19. században uradalmi központ volt. A Draskovichok nászajándékként kapták a Batthyányaktól az uradalmat, amikor Draskovich Károly elvette Batthyány-Strattman Erzsébetet.
A város történetének egyik érdekessége, hogy 1817-ben Bernhard Antal pécsi polgár itt kezdte építeni a Carolina vontatót, amely a Dunán közlekedő első gőzhajó volt.
A 19. és 20. század fordulója körül két vasútvonal is épült Sellyét érintve: az egyik a horvátországi Szalatnokot Szentlőrinccel összekötő, a másik pedig a Középrigóc és Pélmonostor között húzódó vicinális volt. Így Sellyéről 4 irányban is lehetett vasúton utazni. A Pélmonostor felé vezető vasútvonalat a meghúzott trianoni határok miatt később módosították, és Pélmonostor helyett Villánynál csatlakozott az eszéki vonalhoz. Ma már csak a Szentlőrinc–Sellye-vasútvonalon folyik személyszállítás.
A település a Sellyei járás székhelye volt az 1950-es járásrendezéstől 1963 végéig, majd 2013-tól ismét. 1997-től város.
2012. július 24-én adták át a felújított 2,7 km hosszú aszfaltos utat, amely a várost Drávaiványival köti össze. 2013 végéig a Királyegyházával összekötő utat újították fel kétmilliárd forintból.
2013. október 31-én átadták a 0,5 MW teljesítményű naperőművet, a város határában. A 460 millió forintból megépült beruházás 250 háztartás áramfogyasztásához képes elegendő energiát biztosítani.

## Régi és idegen elnevezései
Régi magyar neve a Sölle és Sejje. Horvátul több elnevezése is létezik: hivatalos alakja Šeljin, míg a Šejin alakot a szalántai horvátok használták.

## Közélete

### Polgármesterei
- 1990–1994: Nóránt Lászlóné dr. Hajós Klára (független)[17]
- 1994–1998: Bozó Sándor (független)[18]
- 1998–2002: Nórántné dr. Hajós Klára (független)[19]
- 2002–2006: Förster Gyula Béla (független)[20]
- 2006–2007: Förster Gyula Béla (független)[21]
- 2007–2010: Nagy Attila (független)[22]
- 2010–2014: Nagy Attila (független)[23]
- 2014–2019: Nagy Attila (független)[24]
- 2019–2024: Nagy Attila (független)[25]
- 2024– : Nagy Attila (független)[1]

A településen 2007. július 8-án időközi polgármester-választást (és képviselő-testületi választást) tartottak, az előző képviselő-testület önfeloszlatása miatt. A választáson az addigi polgármester is elindult, de 46,93 %-os eredményével, három jelölt közül csak a második helyet érte el. Ezt azonban még nem lehetett végeredménynek elkönyvelni, a Baranya Megyei Bíróság ugyanis elrendelte a teljes időközi választás megismétlését. Erre három héttel később, július 29-én került sor, akkor már csak két jelölt indult el, de ezúttal is Nagy Attiláé lett a győzelem, 57,02 %-os szavazati aránnyal.

## Népesség
A település népességének változása:
| Lakosok száma | 2727 | 2672 | 2479 | 2448 | 2351 | 2418 | 2383 | 2340 |
|               | 2013 | 2014 | 2018 | 2019 | 2021 | 2022 | 2023 | 2024 |

2001-ben lakosságának 6,1%-a horvát, 1%-a cigány, 0,3%-a pedig német volt.
A 2011-es népszámlálás során a lakosok 86,4%-a magyarnak, 3,2% cigánynak, 7,8% horvátnak, 1,2% németnek mondta magát (13,3% nem nyilatkozott; a kettős identitások miatt a végösszeg nagyobb lehet 100%-nál). A vallási megoszlás a következő volt: római katolikus 44,3%, református 20,3%, evangélikus 0,2%, görögkatolikus 0,3%, felekezeten kívüli 10,1% (24,4% nem nyilatkozott).
2022-ben a lakosság 91,9%-a vallotta magát magyarnak, 5,8% horvátnak, 3,5% cigánynak, 0,7% németnek, 0,2% ukránnak, 0,1% románnak, 1,3% egyéb, nem hazai nemzetiségűnek (7,9% nem nyilatkozott; a kettős identitások miatt a végösszeg nagyobb lehet 100%-nál). Vallásuk szerint 32,9% volt római katolikus, 16,1% református, 0,2% egyéb keresztény, 1% egyéb katolikus, 11,1% felekezeten kívüli (38,6% nem válaszolt).

## Nevezetességek

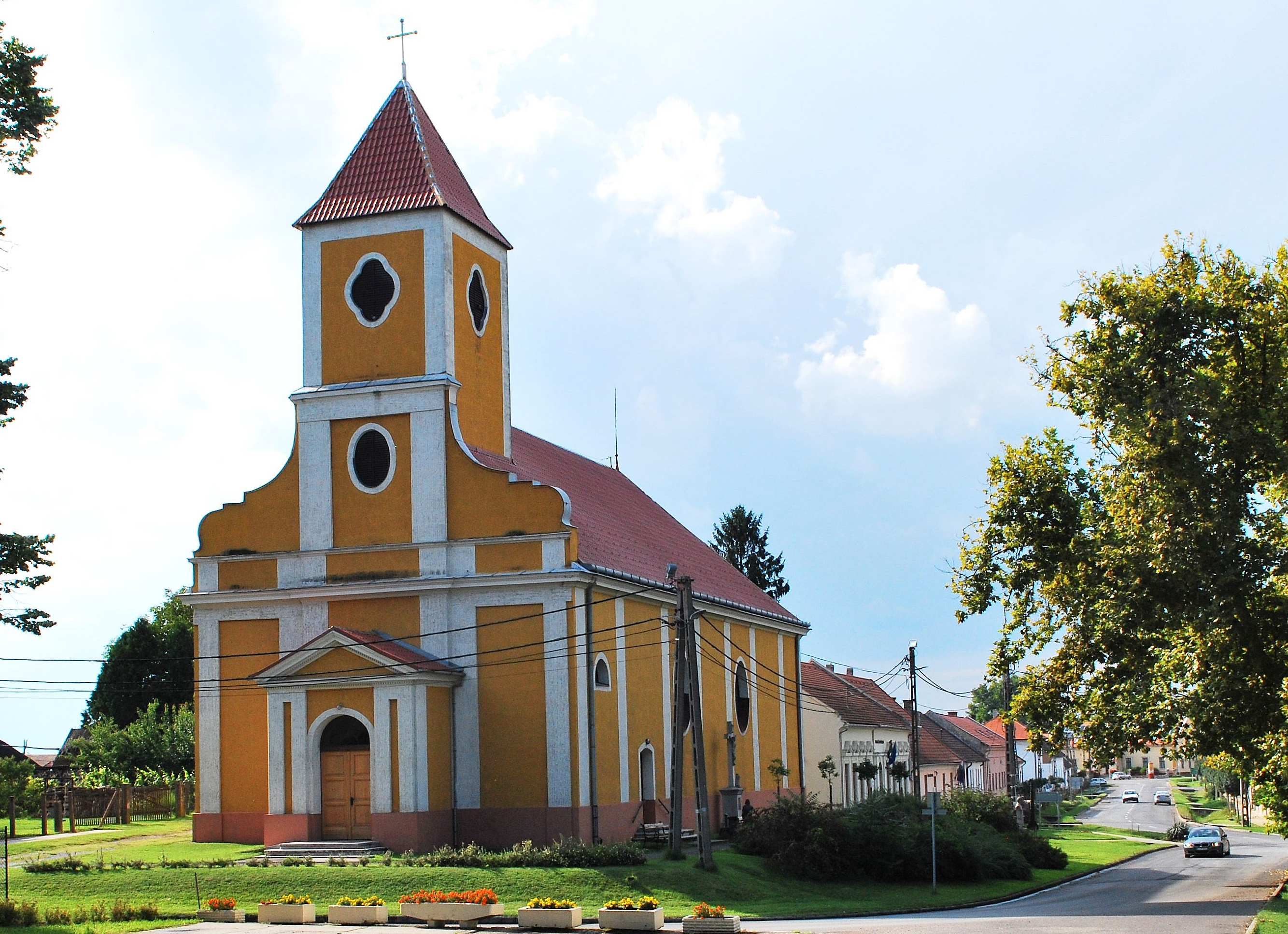
Római katolikus templom

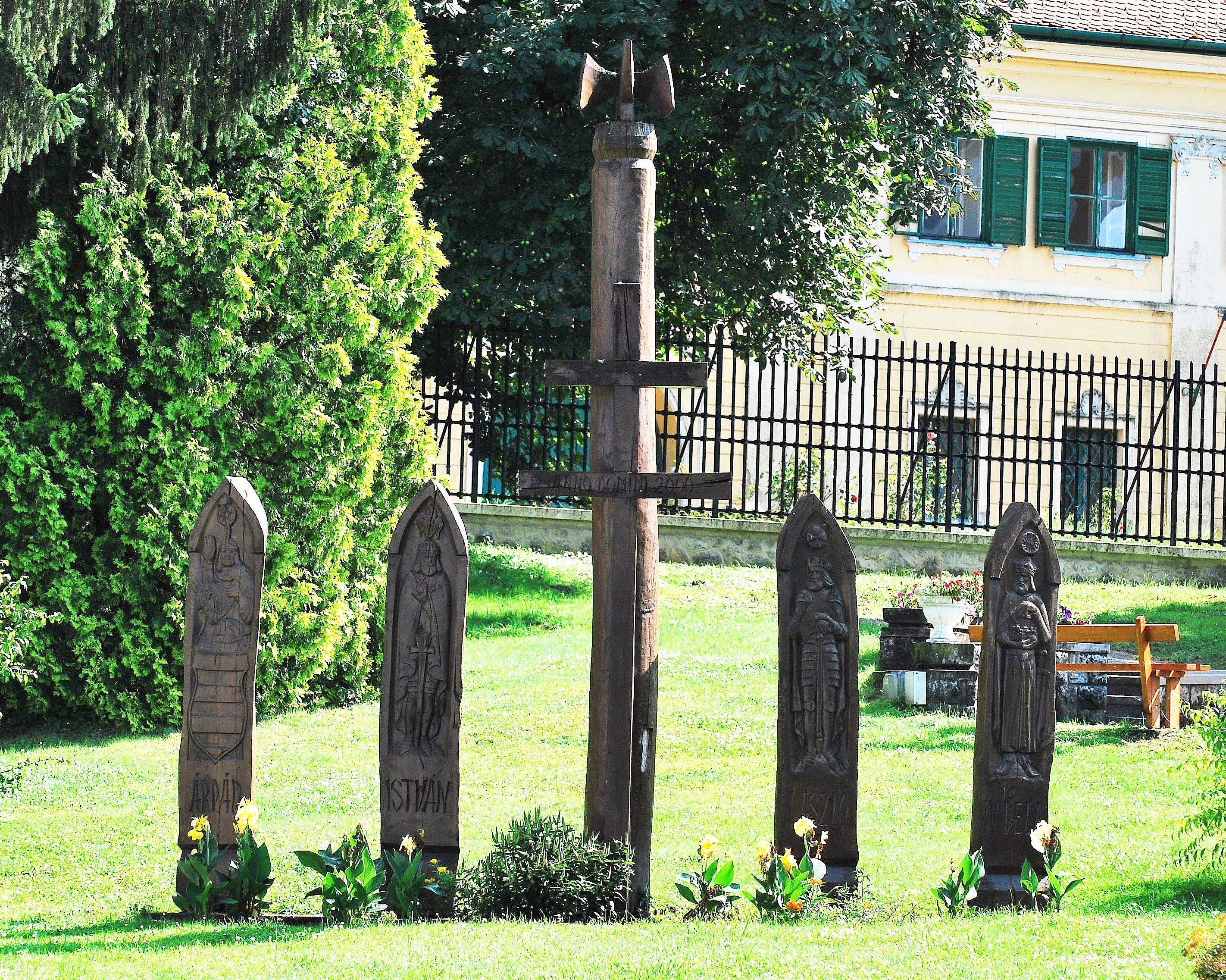
Milleniumi emlékmű

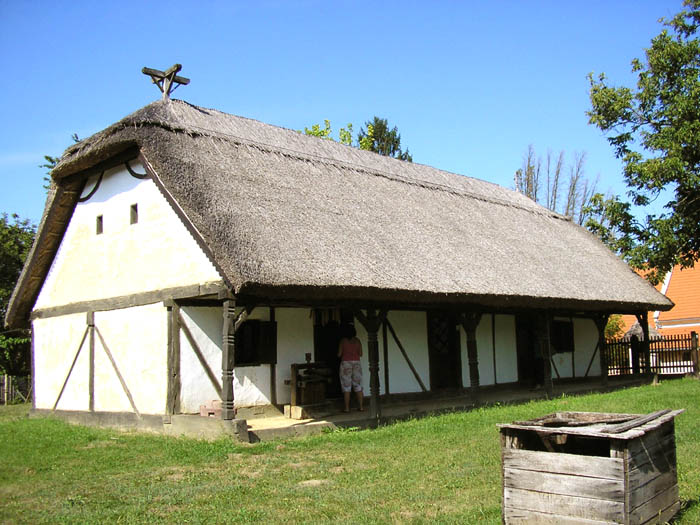
Talpasház

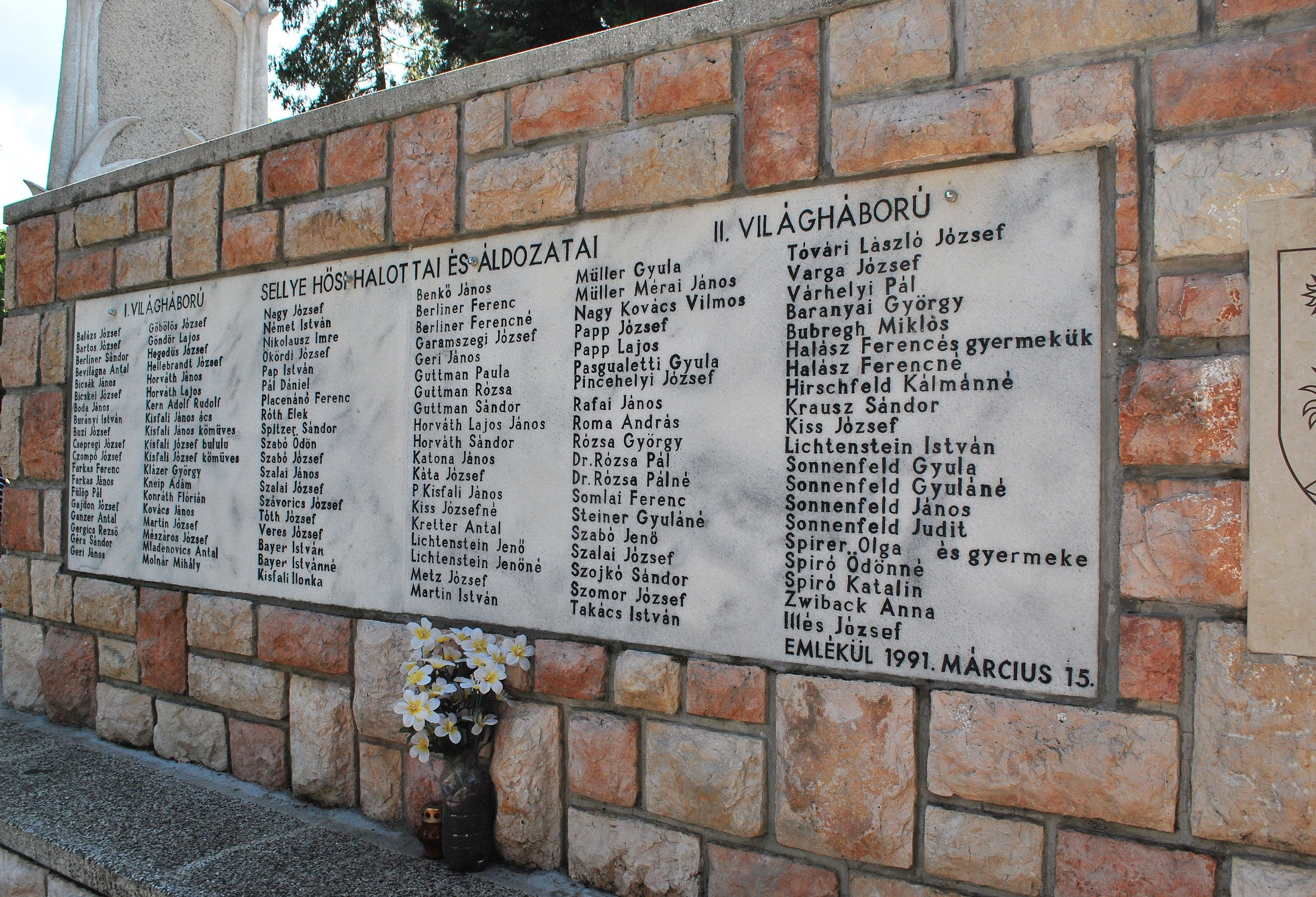
A világháborús emlékmű névsora

- Draskovich-kastély (barokk, 18. század)[30]
- Arborétum a kastélyparkban (az 1760-as évektől)[30]
- Katolikus templom és plébánia:[31] A templom egykor magtár volt, és a 20. század elején alakították át templommá. Tornya 1980-ban készült el.[6]
- Református templom és parókia. A mai templom egy 16. századi templom helyén épült 1870 és 1873 között.[32]
- Ormánsági Múzeum (népi talpasház, népi életmód)[33]
- Sellyei termálfürdő: 38 °C-os vize káliumot, nátriumot, ammóniumot, kalciumot és magnéziumot tartalmaz - igen magas koncentrátumban. A medencék mellett csónakázótó is található.[34]
- Milleniumi emlékmű, Vanyur István alkotása[35]
- Világháborús emlékmű

## Ismert sellyeiek
- Itt született 1809. július 25-én Amtmann Prosper fuvolaművész és zeneszerző (†Pécs, 1854. január 9.).
- Fiatal korában itt élt Döbröczöni Kálmán (Kórós, 1899. július 25. – Miskolc, 1966. október 23.) festőművész.
- Itt született 1933. december 25-én Bede-Fazekas Csaba Kossuth-díjas magyar baritonista, színész.
- Itt töltötte fiatal korát Albert Gábor (Egyházasharaszti, 1929. október 30. – 2017. december 8.) Kossuth- és József Attila-díjas író, műfordító.
- Itt végezte középiskolai tanulmányait az 1970-es években Halász Gábor operatőr.
- Itt született 1979. március 19-én Kovácsevics Róbert labdarúgó (hátvéd).
- Fiatal korában itt élt és végezte tanulmányait Dibusz Dénes magyar válogatott labdarúgó (kapus).
- Itt született 1966. november 14-én Dr. Kovács Levente közgazdász, egyetemi tanár, a Magyar Bankszövetség főtitkára.

## Testvérvárosai
- Gnas, Ausztria
- Grobosinc, Horvátország – 1998 óta[5]